# Вудстон (Канзас)
Вудстон (енгл. Woodston) град је у америчкој савезној држави Канзас.

## Демографија
По попису из 2010. године број становника је 136, што је 20 (17,2%) становника више него 2000. године.
| Група             | 2000.       | 2010.       |
| Белци             | 113 (97,4%) | 128 (94,1%) |
| Афроамериканци    | 0 (0,0%)    | 2 (1,5%)    |
| Азијати           | 0 (0,0%)    | 4 (2,9%)    |
| Хиспаноамериканци | 1 (0,9%)    | 1 (0,7%)    |
| Укупно            | 116         | 136         |